# Moylough
Moylough är en ort i republiken Irland.   Den ligger i grevskapet County Galway och provinsen Connacht, i den centrala delen av landet, 150 km väster om huvudstaden Dublin. Moylough ligger 77 meter över havet och antalet invånare är 503.
Terrängen runt Moylough är platt. Runt Moylough är det ganska glesbefolkat, med 25 invånare per kvadratkilometer. Närmaste större samhälle är Tuam, 19,1 km väster om Moylough. Trakten runt Moylough består i huvudsak av gräsmarker.